# Catasetum complanatum
Catasetum complanatum är en orkidéart som beskrevs av Francisco E.L.de Miranda och Kleber Garcia de Lacerda. Catasetum complanatum ingår i släktet Catasetum och familjen orkidéer. Inga underarter finns listade i Catalogue of Life.